# Our Little Secret
Our Little Secret  è un film del 2024 diretto da Stephen Herek.

## Trama
Avery e Logan sono legati fin dall'infanzia e la loro amicizia si è trasformata in una relazione romantica. Quando Avery riceve un'importante offerta di lavoro a Londra, decide di accettarla. Tuttavia, durante la festa di addio, Logan, ubriaco, tenta di farle una proposta di matrimonio, ma Avery, infastidita, decide di interrompere la loro relazione. Dieci anni dopo, si rincontrano casualmente durante le festività natalizie, entrambi in visita presso le famiglie dei rispettivi partner, Cameron e Cassie Morgan. Mortificata all'idea di rivelare il loro passato, Avery convince Logan a mantenere segreta la loro storia per evitare la reazione della severa matriarca Erica. Mentre la famiglia Morgan si prepara per il ritratto annuale, Avery e Logan vengono incaricati di cercare un albero di Natale. Logan chiede ad Avery, esperta in proposte commerciali, di aiutarlo con un progetto architettonico; in cambio, lui si offre di aiutarla a fare una buona impressione sui Morgan.
Più tardi, Avery mangia accidentalmente delle gomme al THC trovate nella tasca del cappotto di Callum, il più giovane dei Morgan. Quando Logan scopre l'incidente, cerca di annullare la lettura per cui Avery si era offerta volontaria durante la messa delle 16. Sotto l'effetto delle sostanze, Avery improvvisa un racconto sulla storia di Betlemme usando il testo della canzone Celebration dei Kool & the Gang, sorprendendo la congregazione che si unisce a lei e guadagnandosi le lodi del sacerdote. Quella sera, affamata, Avery mangia i preziosi biscotti di Erica e, per coprire la sua colpa, dà la responsabilità al cane di famiglia. Questo provoca il panico in Erica, che corre dal veterinario con il cagnolino. Avery la accompagna e confessa al veterinario la verità sulla sua colpa, pagando un conto salato per mantenere il segreto. Al ritorno, cerca di presentare la situazione come un atto eroico, ma Logan la rimprovera per aver messo a rischio la loro copertura. Callum, ascoltando la conversazione, promette di mantenere il segreto ma prende il numero di Avery, lasciando intendere che potrebbe costarle caro.
Durante una serata fuori, l'ex fidanzata di Cameron, Sophie, si unisce inaspettatamente al gruppo. Quando Avery riceve una chiamata dall'agente immobiliare del padre per ritirare le chiavi di casa, Logan si offre di accompagnarla. Nella casa d'infanzia di Avery, lei parla della sua defunta madre e Logan cerca di confortarla. Sulla via del ritorno, decidono di deviare per andare a prendere Callum, che si è ubriacato dopo aver ricevuto dell'alcol da loro. Durante la cena della vigilia di Natale, emergono diverse rivelazioni che scuotono l'atmosfera. Si scopre che Avery e Logan condividono una comune origine cittadina e Sophie annuncia la sua intenzione di trasferirsi. Logan scopre che Leonard, marito di Erica, ha una relazione con Marge, madre di Sophie. Durante il gioco del Babbo Natale segreto, lo scambio dei regali crea ulteriori imbarazzi. Mentre Avery e Logan si ritirano in privato per rimproverare Callum, la madre e la nonna di Logan fanno una sorprendente apparizione. Logan avverte la madre di fingere di non conoscere Avery, ma l'anziana donna smaschera rapidamente la loro storia passata. Altri segreti emergono: Callum rivela le bugie precedenti di Avery e la relazione clandestina di Leonard viene esposta. Di fronte a questa situazione imbarazzante, Avery decide di lasciare la casa dei Morgan.
Quando il padre di Avery torna dal suo viaggio, la sorprende con la chiave della sua casa d'infanzia, poiché Logan gli ha detto che lei desiderava riaverla. Avery spinge Erica a consegnare la proposta di Logan a Stan, che alla fine ottiene il lavoro desiderato. Durante l'inaugurazione della casa di Avery, Logan chiede una seconda possibilità. I due si dichiarano il loro amore e si scambiano un bacio appassionato. Un anno dopo, stanno pianificando il loro matrimonio e convivono felicemente. Stan, il capo di Logan, porta una scatola di biscotti prima di incontrare i figli dei Morgan con il suo nuovo amore, Erica. Infine, qualche tempo dopo, Avery e Logan celebrano le loro nozze.

## Distribuzione
Il film è stato distribuito sulla piattaforma Netflix dal 27 novembre 2024.